# Eirik Kvalfoss
Eirik Kvalfoss (Voss, 25 dicembre 1959) è un ex biatleta norvegese, tra i più titolati degli anni ottanta.

## Biografia
Ai XIV Giochi olimpici invernali di Sarajevo 1984 vinse tre medaglie, tra le quali l'oro nella gara sprint. Tra il 1982 e il 1984 fu per quattro volte campione del mondo, soprattutto nello sprint. In totale furono dieci le medaglie vinte nelle gare individuali, a cui se ne aggiungono numerose in staffetta.

## Palmarès

### Olimpiadi
- 3 medaglie:
  - 1 oro (sprint[1] a Sarajevo 1984)
  - 1 argento (staffetta a Sarajevo 1984)
  - 1 bronzo (individuale[1] a Sarajevo 1984)

### Mondiali
- 13 medaglie:
  - 3 ori (sprint[1] a Minsk 1982; sprint[1] ad Anterselva 1983; individuale[1] a Feistritz 1989)
  - 5 argenti (individuale[1], staffetta a Minsk 1982; sprint[1] a Egg am Etzl/Ruhpolding 1985; sprint[1] a Feistritz 1989; sprint[1] a Minsk/Oslo/Kontiolahti 1990)
  - 5 bronzi (staffetta ad Anterselva 1983; staffetta a Feistritz 1989; individuale[1], sprint[1], staffetta a Lahti 1991)

### Coppa del Mondo
- Vincitore della Coppa del Mondo nel 1989
- 13 podi (tutti individuali[2]), oltre a quelli conquistati in sede olimpica e iridata e validi anche ai fini della Coppa del Mondo:
  - 3 vittorie
  - 5 secondi posti
  - 5 terzi posti

#### Coppa del Mondo - vittorie
| Data          | Località          | Nazione   | Spec. |
| ------------- | ----------------- | --------- | ----- |
| 8 marzo 1984  | Oslo Holmenkollen | Norvegia  | SP    |
| 18 marzo 1988 | Jyväskylä         | Finlandia | IN    |
| 4 marzo 1989  | Hämeenlinna       | Finlandia | SP    |

Legenda:

IN = individuale

SP = sprint